# Kinski spricht Villon
Kinski spricht Villon sind zwei im Jahr 1959 erschienene Sprechplatten, die zusammen mit Kinski spricht Villon-Rimbaud Klaus Kinskis Ruhm als Rezitator begründen. Sie haben im deutschsprachigen Raum außerdem zur Popularisierung der Figur des französischen Dichters François Villon (1431–1463) in der zweiten Hälfte des 20. Jahrhunderts beigetragen. Allerdings ist die von Kinski bevorzugte deutsche Villon-Version von Paul Zech diejenige Version, die am weitesten vom französischen Original entfernt ist.

## Vorgeschichte
Bereits ab 1952 hatte Kinski u. a. Villon auf kleinen Bühnen rezitiert, bevor um 1959 auf dem Plattenlabel Amadeo eine ganze Reihe von Sprechplatten mit Rezitationen Kinskis u. a. von Werken Schillers, Brechts, Villons und Rimbauds erschien. Unter diesen befanden sich auch die 25-cm-Langspielplatten Kinski spricht Villon und Kinski spricht Villon II.

## Zu den Texten
Die unter dem Label „Villon“ von Kinski rezitierten Texte entstammen ganz überwiegend dem Buch Die Balladen und lasterhaften Lieder des Herrn François Villon in deutscher Nachdichtung von Paul Zech (Weimar 1931, unveränderter Nachdruck Berlin 1947), d. h. der Erstausgabe des Zech'schen Villon. Deren Wortlaut unterscheidet sich häufig erheblich von dem der heute gängigen dtv-Ausgabe (München 1962 u.ö.), die eine von Zech 1943 abgemilderte und moralisierte Version seines Villon abdruckt. Die oft konstatierten Abweichungen Kinskis vom Wortlaut der dtv-Ausgabe sind also nicht sein Werk, sondern beruhen auf dem Unterschied zwischen den beiden Zech'schen Versionen. Kinski war sich höchstwahrscheinlich, als er Zechs Villon zu rezitieren begann, nicht genau darüber im Klaren, wie frei Zech mit Villon umgegangen ist.

### Zu den 1959er SprechplattenKinski spricht Villon
Auf Kinski spricht Villon befinden sich neben dem die gesamte B-Seite ausfüllenden Großen Testament (das Zech stark gekürzt und auch sonst ziemlich verändert hat) Texte in Gedichtform, die längst nicht immer wiedererkennbare Gegenstücke bei Villon haben. Unter diesen von Zech frei erfundenen „Villons“ ist auch das legendäre Ich bin so wild nach deinem Erdbeermund, das auch dadurch weithin bekannt ist, dass andere Sprecher häufig versucht haben, Kinskis Interpretation zu kopieren bzw. zu parodieren, so z. B. 1989 Jo van Nelsen auf Der Erdbeermund, der ersten Dance-Single der Musikgruppe Culture Beat. Der jüngste Nachweis für die anhaltende Popularität gerade dieser Rezitation ist das Anspielen der Aufnahme von Schallplatte in der erfolgreichen Samstagabendshow des Privatfernsehens Die 70er Show durch Hape Kerkeling bei nahezu vollständigem Verzicht auf visuelle Gags und trotz des Ersterscheinungsjahres 1959.
Die in der Geschichte der Rezitation wohl einmalige Identifikation eines Sprechers mit einem einzigen Text, wie sie bei Kinski und seinem Ich bin so wild nach deinem Erdbeermund stattfand, spiegelt sich auch in der Titelwahl Kinskis für einen autobiographischen Roman, den er in den 1970er Jahren veröffentlichte und den er nach diesem Gedicht benannte.

### Kinski spricht Villon II
Die Nachfolge-LP wollte sich – wie der Untertitel Balladen besagt – ganz auf die Texte Villons bzw. Zechs in Gedichtform konzentrieren. Zu hören sind u. a. Bordell, Jammerballade einer Klempnersfrau und Marienballade.

## Neuer Rezitationsstil
Der historische Covertext der Langspielplatten verspricht „Niemand ist sein [Kinskis] Vorbild. Er hat den Mut zu einem neuen Klang. Er bringt ein Menschenbild, das manchem Ästheten ein zu heißes Eisen sein mag“.
G. Freiesleben schrieb in einem zeitgenössischen Essay über die Stimme des jungen Kinski zur Zeit der Aufnahmen: „Ob sie schön ist? Ich weiß es nicht. Ist überhaupt etwas an ihm schön?“ aber auch „Man muß seine Stimme hören, ganz Timbre, ganz schwingender Ton. Und so leicht am Zügel wie die Nadel einer Bussole“.

## Weitere Produktionen „Kinski spricht Villon“
Nachdem die österreichische Plattenfirma Amadeo Kinski für die Schallplatte entdeckt hatte, erschien er bald auch auf deutschem Label. Bereits im folgenden Jahr 1960 nahm die Deutsche Grammophon eine Reihe weiterer Rezitationen Kinskis auf, darunter auch Material für eine 17-cm-Schallplatte, auf der er wiederum Balladen und lasterhafte Lieder aus dem Zech'schen Villon spricht. Sie erschien in Erstauflage 1961 im literarischen Archiv der DG.
Auch Amadeo holte Kinski weiterhin vor das Mikrofon um weitere Texte aus Zechs Villon unter dem Titel Räuberballaden sprechen zu lassen.

## Wiederauflagen
Der überwältigende Erfolg der Schallplatten Kinski spricht Villon lässt sich an zahlreichen Wiederauflagen in verschiedensten Editionen und Kombinationen als Sprechplatten bzw. Hörbücher als Kinski spricht Villon, Kinski spricht Villon und Rimbaud, Klaus Kinski spricht Villon oder Ich bin so wild nach Deinem Erdbeermund bis heute ablesen.
Zuletzt erschienen die Aufnahmen innerhalb einer Edition des sprecherischen Gesamtwerks von Klaus Kinski. Da die Leistungsschutzrechte für die Kinski-Rezitationen nach 50 Jahren 2011 ausgelaufen waren, wurden sie vermehrt auch musikalisch in verschiedenen Stilrichtungen verarbeitet.